# Beija-flor-ruivo
O beija-flor-ruivo (Selasphorus rufus) é um pequeno beija-flor, com cerca de 8 cm (3.1 in) de comprimento e um bico longo, reto e delgado. Essas aves são conhecidas por suas extraordinárias habilidades de voo, voando 3,200 km (2,000 mi) durante os seus trânsitos migratórios. É uma das sete espécies do gênero Selasphorus.

## Descrição

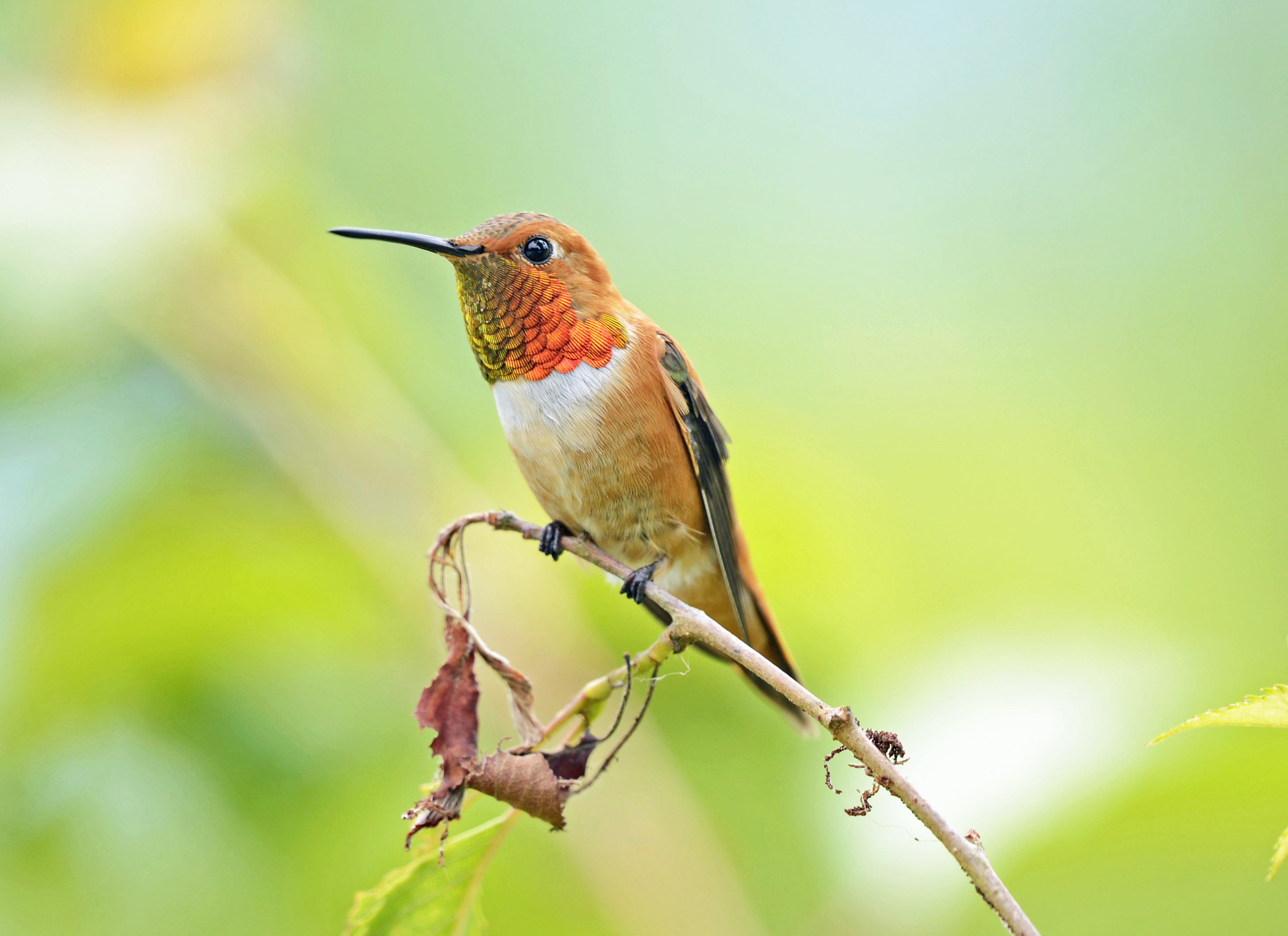
Um beija-flor rufo macho empoleirado

O macho adulto tem um peito branco, parte do rosto ruivo, flancos e cauda e um remendo iridescente na garganta laranja-vermelho ou gorget. Alguns machos têm um pouco de verde nas costas ou na coroa. A fêmea tem penas verdes, brancas, algumas penas iridescentes laranja no centro da garganta, e uma cauda escura com pontas brancas e base ruiva.
A fêmea é ligeiramente maior que o macho. As fêmeas e os raros machos de dorso verde são extremamente difíceis de diferenciar do colibri de Allen. A forma "entalhada" típica do segundo rectriz (R2) é considerada uma importante marca de campo para distinguir o beija-flor rufo macho adulto do beija-flor de Allen macho adulto. Este é um colibri de tamanho típico, sendo um pássaro muito pequeno. Ele pesa 2–5 g (0.071–0.176 oz), mede 7–9 cm (2.8–3.5 in) longo e se estende por 11 cm (4.3 in) através das asas.
Eles se alimentam de néctar de flores usando uma língua extensível ou pegam insetos na asa. Essas aves requerem alimentação frequente enquanto são ativas durante o dia e tornam-se entorpecidas à noite para conservar energia. Devido ao seu pequeno tamanho, eles são vulneráveis a pássaros e animais que se alimentam de insetos.

## Reprodução
Seus habitats de reprodução primários são áreas abertas, encostas de montanhas e bordas de floresta no oeste da América do Norte, do sul do Alasca até a Colúmbia Britânica e do noroeste do Pacífico até a Califórnia, fazendo ninhos mais ao norte (Alasca) do que qualquer outro colibri . A fêmea constrói um ninho em um local protegido em um arbusto ou conífera. Os machos são promíscuos, acasalando-se com várias fêmeas.

## Migração

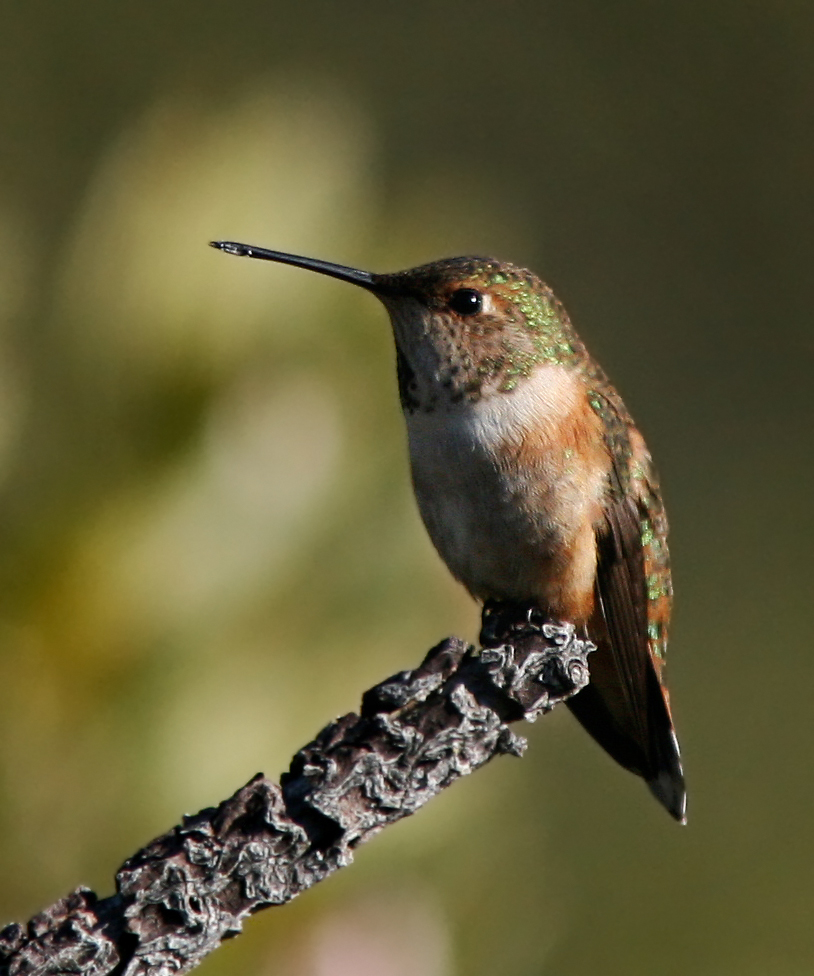
Uma fêmea de beija-flor-ruivo empoleirada

Os colibris rufos ocidentais migram através das Montanhas Rochosas e das planícies próximas durante maio a setembro para aproveitar a temporada de flores silvestres. Eles podem ficar em uma região local durante todo o verão, caso em que os migrantes, como as aves reprodutoras, frequentemente assumem e defendem agressivamente os locais de alimentação. A maior parte do inverno em áreas arborizadas no estado mexicano de Guerrero, viajando por mais de 3,200 km (2,000 mi) por uma rota terrestre a partir de sua casa de verão mais próxima - uma jornada prodigiosa para um pássaro que pesa apenas 3 a 4 g.
Os beija-flores rufos machos adultos tendem a migrar um pouco mais cedo do que as fêmeas ou jovens. Uma vez que os juvenis ou fêmeas são essencialmente indistinguíveis dos colibris de Allen, a menos que seja confirmado por uma inspeção cuidadosa, os migrantes ruivos orientais podem ser classificados como "colibris ruivos / de Allen".[carece de fontes?]

## Mecânica pairando, metabolismo e dimorfismo sexual

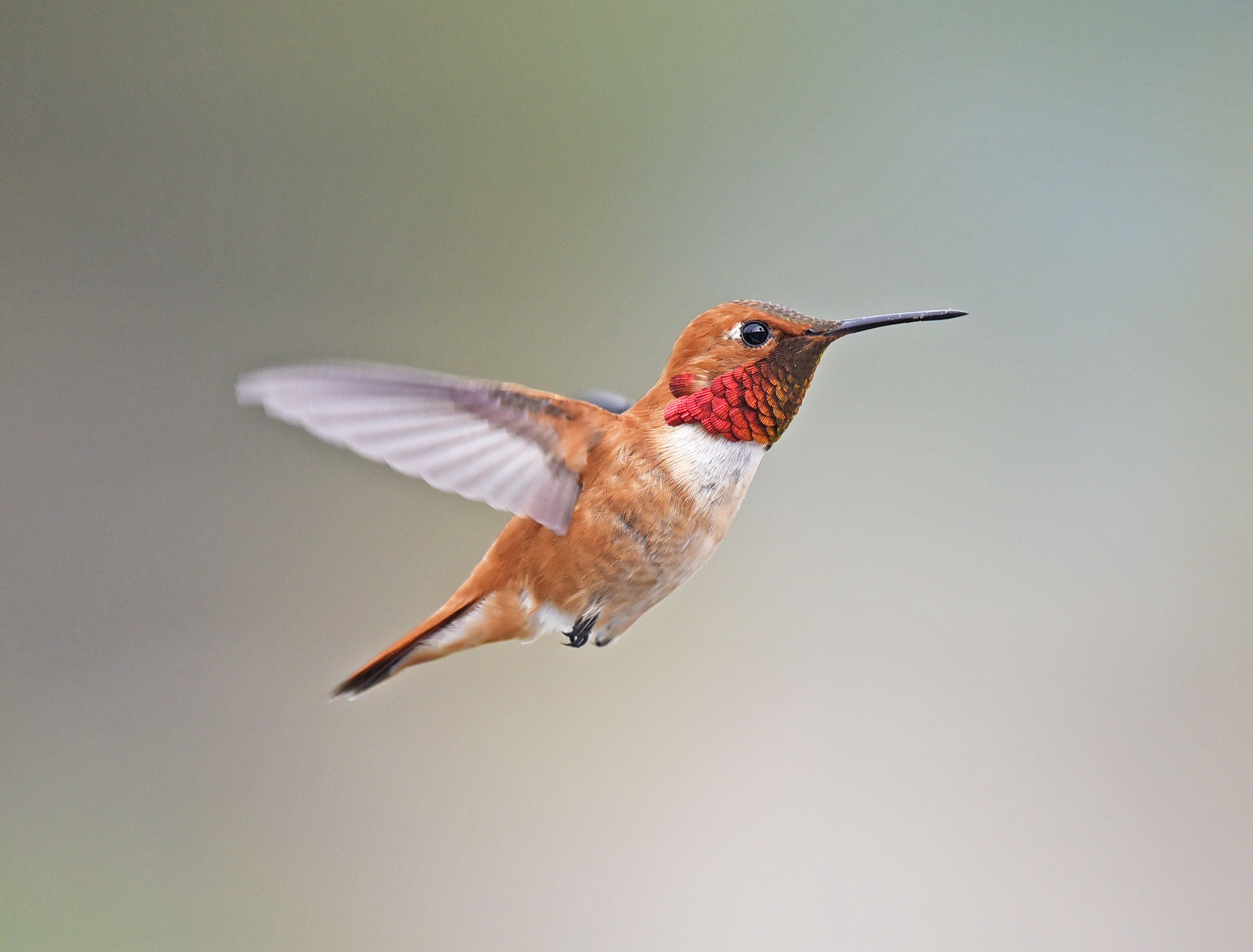
Beija-flor rufo macho pairando

A velocimetria de imagem digital foi usada para capturar os movimentos das asas do colibri ruivo no filme, permitindo a determinação de que a ave suporta seu peso corporal durante o pairar principalmente por movimentos da asa para baixo (75% da sustentação ) ao invés de movimentos para cima (25% da sustentação). Ao pairar durante o jejum, os colibris ruivos oxidam ácidos graxos para apoiar o metabolismo e as necessidades de energia dos alimentos, mas podem mudar rapidamente para o metabolismo de carboidratos (em 40 minutos) após se alimentarem de néctar de flores.

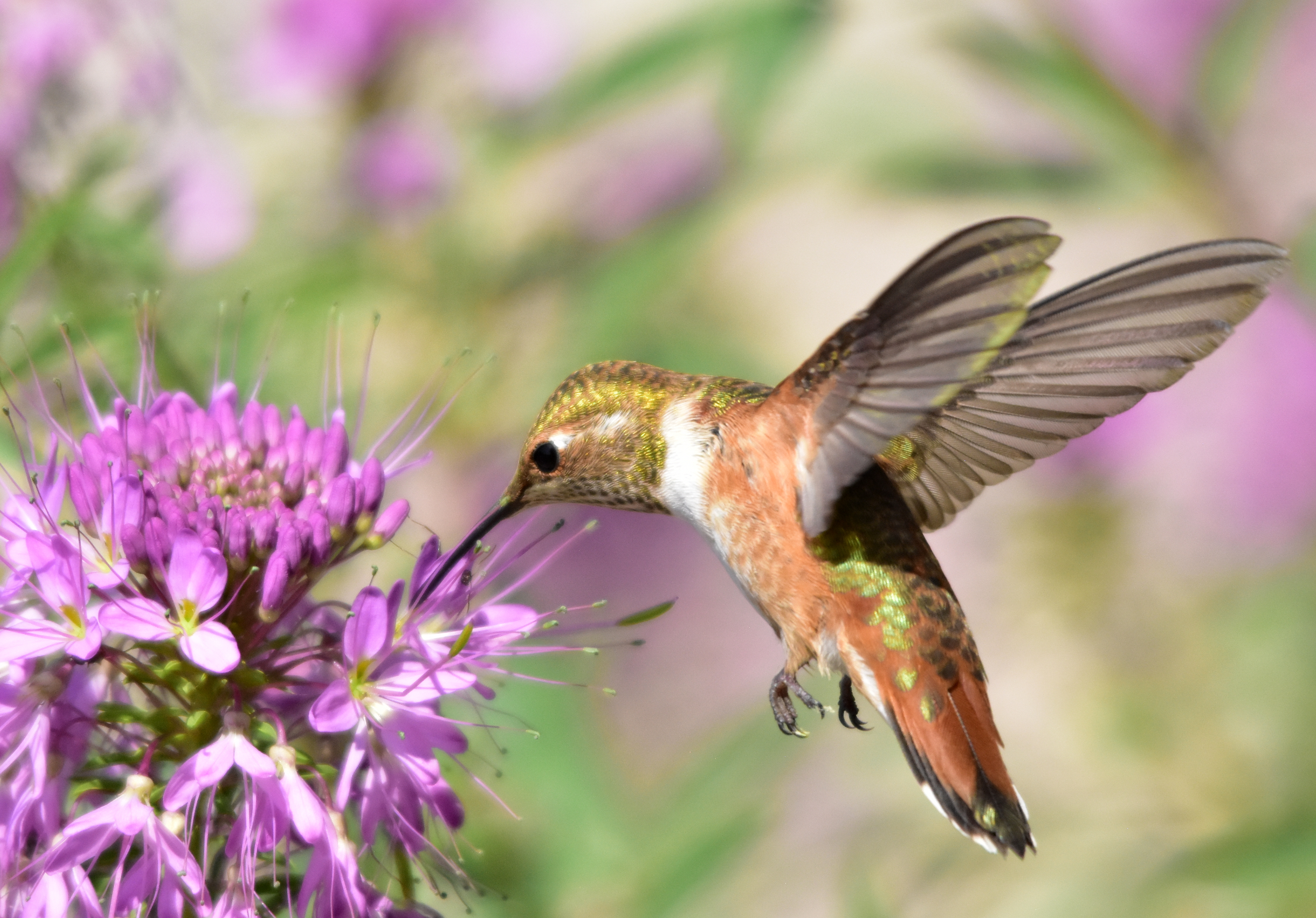
Um colibri rufo macho juvenil alimenta-se de néctar em Rocky Mountain Beeplant em Wyoming, EUA

Tanto o macho quanto a fêmea de S. rufus são territoriais; no entanto, eles defendem diferentes tipos de territórios. Os machos mais agressivos lutam para defender áreas com flores densas, empurrando as fêmeas para áreas com flores menos povoadas. Os machos geralmente têm asas mais curtas do que as fêmeas, portanto, seu custo metabólico para pairar é maior. Isso permite que os machos batam suas asas em altas frequências, dando-lhes a capacidade de perseguir e atacar outras aves para defender seu território. O custo metabólico das asas curtas é compensado pelo fato de que esses machos não precisam desperdiçar energia procurando comida, porque seu território defendido fornece bastante sustento. As fêmeas, por outro lado, não têm acesso às fontes de alimento de alta concentração, porque os machos as combatem. Portanto, as fêmeas geralmente defendem territórios maiores, onde as flores são menos povoadas, forçando-as a voar mais longe entre as fontes de alimento. O custo metabólico de voar mais longe é compensado com asas mais longas, proporcionando um voo mais eficiente para as fêmeas. As diferenças no comprimento das asas de S. rufus demonstram um dimorfismo sexual distinto, permitindo que cada sexo explore melhor os recursos em uma área.

## Conservação
Em 2018, o colibri ruivo foi elevado de menos preocupação a quase ameaçado na Lista Vermelha da IUCN, com base em que, devido à sua dependência de presas de insetos durante a temporada de inverno, será fortemente afetado pelo declínio global nas populações de insetos devido a pesticidas e agricultura intensificada. Devido à mudança climática, muitas flores de que o colibri ruivo se alimenta durante a época de reprodução começaram a florescer duas semanas antes da chegada das aves aos locais de nidificação, o que pode fazer com que os colibris ruivos cheguem tarde demais para se alimentar delas.

## Galeria
- Vídeo em câmara lenta de beija-flor ruivo a atacar o beija-flor da Anna em alimentador. Vídeo gravado em 2000fps, ou cerca de 1⁄67 tempo real.
- Beija-flor ruivo a alimentar-se em câmara lenta a 2000fps ou 1⁄67 tempo real